# Strada nazionale 37 della Val d'Aosta
La strada nazionale 37 della Val d'Aosta era una strada nazionale del Regno d'Italia, che congiungeva Chivasso alla Francia mediante il passaggio per il colle del Piccolo San Bernardo.
Venne istituita nel 1923 con il percorso "Chivasso - Aosta - Piccolo San Bernardo".
Nel 1928, in seguito all'istituzione dell'Azienda Autonoma Statale della Strada (AASS) e alla contemporanea ridefinizione della rete stradale nazionale, il suo tracciato costituì per intero la strada statale 26 della Valle d'Aosta.